# Nils Collett Vogt
Nils Collett Vogt (Christiania, 1864 – 1937) è stato uno scrittore norvegese.
Condusse vita da bohémien e fu affiliato a vari movimenti anarchici. Di lui si ricordano varie poesie (Dalla primavera all'estate, 1894; Il caro pane, 1900; Ritorno a casa, 1917) ed un romanzo, Harriett Blich (1903).